# Кент Кіннієр
Кент Кіннієр (англ. Kent Kinnear; нар. 30 листопада 1966) — колишній американський тенісист.
Найвищу одиночну позицію світового рейтингу — 163 місце досяг 13 липня, 1992, парну — 24 місце — 10 серпня, 1992 року.
Здобув 4 парні титули.
Найвищим досягненням на турнірах Великого шолома було 3 коло в парному та змішаному парному розрядах.

## Фінали за кар'єру

### Парний розряд (4–15)
| Результат | W/L | Дата     | Турнір                                  | Покриття | Партнер            | Суперники                          | Рахунок       |
| --------- | --- | -------- | --------------------------------------- | -------- | ------------------ | ---------------------------------- | ------------- |
| Поразка   | 1.  | Кві 1990 | Токіо, Японія                           | Тверде   | Бред Пірс          | Марк Кратцманн Веллі Месур         | 6–3, 3–6, 4–6 |
| Поразка   | 2.  | Кві 1991 | Сеул, Південна Корея                    | Тверде   | Свен Салумаа       | Алекс Антоніч Гілад Блюм           | 6–7, 1–6      |
| Поразка   | 3.  | Сер 1991 | Індіанаполіс, США                       | Тверде   | Свен Салумаа       | Кен Флек Роберт Сегусо             | 6–7, 4–6      |
| Перемога  | 1.  | Вер 1991 | Бразиліа, Бразилія                      | Ґрунт    | Роджер Сміт        | Рікардо Асіолі Мауру Менезіс       | 6–4, 6–3      |
| Поразка   | 4.  | Бер 1992 | Скоттсдейл, США                         | Тверде   | Свен Салумаа       | Марк Кейл Дейв Ренделл             | 6–4, 1–6, 2–6 |
| Поразка   | 5.  | Бер 1992 | Індіан-Веллс, США                       | Тверде   | Свен Салумаа       | Стів Девріє Девід Макферсон        | 6–4, 3–6, 3–6 |
| Поразка   | 6.  | Бер 1992 | Відкритий чемпіонат Маямі з тенісу, США | Тверде   | Свен Салумаа       | Кен Флек Тодд Вітскен              | 4–6, 3–6      |
| Поразка   | 7.  | Жов 1992 | Відень, Австрія                         | Килим    | Удо Ріглевскі      | Ронні Ботман Андерс Яррід          | 3–6, 5–7      |
| Поразка   | 8.  | Кві 1994 | Сеул, Південна Корея                    | Тверде   | Себастьян Ларо     | Стефан Сіміан Кенні Торн           | 4–6, 6–3, 5–7 |
| Поразка   | 9.  | Лип 1994 | Ньюпорт, США                            | Трава    | Девід Вітон        | Алекс Антоніч Грег Руседскі        | 4–6, 6–3, 4–6 |
| Перемога  | 2.  | Жов 1994 | Пекін, КНР                              | Килим    | Томмі Го           | Девід Адамс Андрій Ольховський     | 7–6, 6–3      |
| Перемога  | 3.  | Сер 1995 | Лос-Анджелес, США                       | Тверде   | Брент Гейгарт      | Скотт Девіс Горан Іванишевич       | 6–4, 7–6      |
| Поразка   | 10. | Жов 1995 | Тель-Авів, Ізраїль                      | Тверде   | Девід Вітон        | Джим Грабб Джаред Палмер           | 4–6, 5–7      |
| Поразка   | 11. | Січ 1996 | Джакарта, Індонезія                     | Тверде   | Дейв Ренделл       | Рік Ліч Скотт Мелвілл              | 1–6, 6–2, 1–6 |
| Поразка   | 12. | Кві 1996 | Гонконг                                 | Тверде   | Дейв Ренделл       | Патрік Гелбрайт Андрій Ольховський | 3–6, 7–6, 6–7 |
| Поразка   | 13. | Жов 1996 | Сінгапур                                | Тверде   | Кевін Ульєтт       | Рік Ліч Джонатан Старк (тенісист)  | 4–6, 4–6      |
| Поразка   | 14. | Лип 1997 | Ньюпорт, США                            | Трава    | Александар Кітінов | Джастін Гімелстоб Бретт Стівен     | 3–6, 4–6      |
| Перемога  | 4.  | Вер 1997 | Борнмут, Велика Британія                | Ґрунт    | Александар Кітінов | Альберто Мартін Кріс Вілкінсон     | 7–6, 6–2      |
| Поразка   | 15. | Бер 1998 | Скоттсдейл, США                         | Тверде   | Девід Вітон        | Майкл Теббутт Цирил Сук            | 6–4, 1–6, 6–7 |